# Harald Christensen
Harald Christensen (Kolding, 9 d'abril de 1907 - Copenhaguen, 27 de novembre de 1994) va ser un ciclista en pista danès que va prendre part en els Jocs Olímpics de Los Angeles de 1932.
En aquests Jocs va guanyar la medalla de bronze en la prova de tàndem, fent parella amb Willy Gervin. En la prova del quilòmetre contrarellotge finalitzà el setè.